# Самозванцев, Андрей Михайлович
Андрей Михайлович Самозванцев (12 ноября 1949 г., Москва — 26 декабря 2009 г., там же) — советский российский историк-индолог, доктор исторических наук, старший научный сотрудник Института востоковедения АН СССР, преподаватель Института практического востоковедения, исследователь истории древней Индии, особенностей древнеиндийского права.

## Биография
В 1967 г. поступил на исторический факультет Московского государственного университета им. М. В. Ломоносова. Диплом, написанный по руководством Е. М. Медведева, был посвящен «Артхашастре» Каутильи. По окончании университета в 1972 г. поступил в аспирантуру МГУ. В 1975 г. в МГУ защитил кандидатскую диссертацию «Теория земельной собственности в Древней Индии». В 1975 г. стал научным сотрудником Института востоковедения АН СССР. В 1989 г. в Институте востоковедения защитил докторскую диссертацию «Правовой текст дхармашастры». В конце 1990-х гг. начал преподавательскую деятельность в Институте культуры и в Институте практического востоковедения.

## Научная деятельность
Сфера научных интересов — право Древней Индии.
Начиная с дипломной работы и заканчивая докторской диссертацией, одним из основных объектов исследования А. М. Самозванцева являлась «Артхашастра», древнеиндийский трактат, приписываемый Каутилье, придворному Чандрагупты. В монографии «Теория собственности в Древней Индии» рассматривается соотношение понятий собственности и владения в индийском праве, проводится анализ фрагментов дхармашастр и «Артхашастры» по вопросу доказательства прав собственности, демонстрируется совпадение основных правовых идей в «Артхашастре» и в литературе о дхарме.
Работа «Артхашастра: проблемы социальной структуры и права» (1984) была основана на комментированном переводе третьей книги памятника, посвященной праву. В главе «Проблемы древнеиндийского права», написанной Самозванцевым, описывается организация суда и процесса, характеризуются основные понятия древнеиндийского права и проблемы его эволюции, подчеркивается развитость права в Древней Индии, разработанность понятийной системы.
В работе «Правовой текст дхармашастры»(1991), подготовленной на основе докторской диссертации, опубликованы фрагменты ранних памятников древнеиндийского права — дхармасутр. Для перевода были подобраны разделы дхармасутр, в которых были намечены истоки юридических разделов позднейшей литературы дхармашастр — «Законов Ману», «Яджнавалкья-смрити» и «Нарада-смрити». По мнению автора, дхармашастры не отражают эволюции права: его основные понятия сложились до формирования наиболее ранних из сохранившихся памятников.
В книге «Индия: религии, верования, обряды (древность и средневековье)» (2003) дается общий обзор ведизма, брахманизма и раннего индуизма, а также перевод фрагментов средневековых санскритских памятников, описывающих обряды почитания планет («Брихатпарашара-смрити» и «Брахмокта-яджнавалкья-самхита»).
Издание «Артхашастра Каутильи. Книги I—II», подготовленное А. М. Самозванцевым, содержит комментированный перевод первых двух книг трактата. В исследовательской главе «Артхашастра Каутильи: мир текста и мир в тексте» автор не столько исследует сам текст как исторический источник, сколько характеризует его форму и функции.

## Основные работы

### Монографии, переводы
- Теория собственности в древней Индии. М.: Наука. 1978. 166 с.
- Артхашастра. Проблемы социальной структуры и права. М.: Наука, Гл. ред. вост. лит., 1984. 253, [2] с. (соавт. А. А. Вигасин)
- Правовой текст дхармашастры. М.: Наука, 1991. 294,[2] с.
- Книга мудреца Яджнавалкьи. М.: Изд. фирма «Вост. Лит.», 1994. 376 с.
- Дхармашастра Нарады / Пер. Вигасина А. А. и Самозванцева А. М. М.: Восточная литература, 1998. 256 с.
- Мифология Востока. М.: Алетейа. 2000. 380 с.
- Индия: религии, верования, обряды (древность и средневековье). М.: ИВ. РАН. 2003. 239 с.
- Артхашастра Каутильи: книги 1-2 / пер. с санскрита, введ., коммент., исслед. и прил. А. М. Самозванцева; Российская акад. наук, Ин-т востоковедения. М.: Восточная лит., 2009. 390, [1] с.

### Статьи
- Об интерпретации главы «Артхашастры» джанападанивеша // ВДИ. 1975. № 3. С. 117—133.
- Теория собственности в древней Индии // ВДИ. 1978. № 2. С. 3-28.
- О термине ударадаса в «Артхашастре» // ВДИ. 1979. № 4. С. 9-16.
- Временно зависимые в древнеиндийском праве (по «Артхашастре») // Санскрит и древнеиндийская культура. М., 1979.
- Об эволюции древнеиндийской теории собственности // Узловые проблемы истории Индии. М., 1981.
- «Артхашастра» III. 10. 8-17: опыт интерпретации правового текста // ВДИ. 1983. № 4. С. 32-44.
- Артхашастра и Дхармашастра: право и проблемы интеграции жанров // ВДИ. 1984. № 2. С. 15-36.
- Наблюдения над эволюцией текста дхармашастр // НАА. 1985. № 3. С. 56-67.
- О правовом тексте дхармасутр // ВДИ. 1986. № 4. С. 15-30.
- Традиции артхашастры и дхармашастры и проблемы складывания древнеиндийского права // Общественная мысль Индии в прошлом и современности, М., 1988.
- Исторические сведения об Индии в записках Фа Сяня и Сюань Цзана // ВДИ. 1991. № 2. С. 144—158.
- Об аутентичности текста «Апастамба-дхармасутры» // ВДИ. 1996. № 1. С. 102—113.
- Проблемы древнеиндийского права // ВДИ. 2001. № 4. С. 104—126.
- «Артхашастра Каутильи» II: проблемы структуры текста // Индия-Тибет: текст и вокруг текста. М.: Вост. Лит., 2004. С. 169—180[1].
- «Око государево» (соглядатаи) в Древней Индии: (по данным «Артхашастры Каутильи») // Восток. 2010. № 3. С. 18-32.